# Alby Mangels
Albertus Zwier (Alby) Mangels (Nederland, 16 november 1948) is een Australische avonturier en documentairemaker van Nederlandse afkomst die bekend is van zijn avontuurlijke reisfilms (World Safari, World Safari II en World Safari III) en reisserie Adventure Bound.

## Jonge jaren
Vader Johannes (Jos) Mangels was een leerlooier. Het gezin Mangels emigreerde in 1955 naar Murray Bridge in Zuid-Australië. Na achttien maanden scheidden zijn ouders. Zijn moeder Adrianna (Sjann) hertrouwde maar overleed aan kanker toen Mangels vijftien was. Daarop werd Mangels door zijn stiefvader op straat gezet. Hij ging op veertienjarige leeftijd van school.
Als een tiener had hij verscheidene baantjes zoals kippenboer en bouwvakker.

## Werk
In 1971 begon Mangels, die op dat moment werkzaam was als kippenboer, met zijn vriend John Fields aan een reis zonder eindbestemming. De reis liep uit in een zes jaar lange tocht over meerdere continenten die zij op film vastlegden. De film World Safari werd in 1977 voor het eerst getoond in Australië en was een enorm succes. Mangels bleef doorreizen en filmen in de jaren '80, wat resulteerde in nog twee World Safari-films.
De films volgen Mangels en zijn constant veranderende groep van reisgenoten tijdens hun schijnbaar ongeplande lowbudgetreis door verschillende gevaarlijke gebieden.
Mangels nam veel risico's. Vertrouwend op een verscheidenheid aan gammele voertuigen, waaronder een oude DAF waarmee hij de Sub-Sahara doorkruiste en een boot die op zee in brand vloog, reisde hij door een aantal gebieden waar onder meer guerrilla's actief waren. Mangels ontdekte dat het publiek reageerde op zijn risicovolle gedrag en legde daar in zijn latere films meer de nadruk op.
Bij het opnamen van World Safari II reden Mangels en actrice Judy Green in Zuid-Amerika, richting Manaus toen hun jeep een aanrijding kreeg met een bus, die na het ongeluk het ravijn in gerold was met verscheidene doden tot gevolg. Zowel Judy, Mangels als de crew konden niet herinneren wat er gebeurd was. Ze werden met verscheidene botbreuken en een pin in Mangels' schouder wakker in een ziekenhuis waar de omstandigheden erg slecht waren, en vervolgens zijn ze naar Caracas gevlogen voor betere medische hulp. Terug in Australië bleek dat de pin in zijn schouder met een kniptang was afgeknipt.
Na enkele maanden vloog Mangels, zonder Judy (wiens onderlinge relatie verslechterd was) terug naar Zuid-Amerika om de film te voltooien.
Voor zijn werk heeft hij de Golden Eagle Award (best feature) gekregen bij het CINE Film Festival in Washington D.C.; de Best Cinematography in a Documentary van de Australian Cinematographers Society, en in de eregalerij van die laatste gemeenschap opgenomen.

## Later leven
Mangels leeft een teruggetrokken leven op een eiland, en geeft zelden interviews.

## Biografie
Een bij de films behorend boek, Andy Mangels' World Safari werd in 1980 gepubliceerd. 
Lynn Santer schreef in 2007 Mangels' geautoriseerde biografie, Beyond World Safari.
Er wordt gesuggereerd dat er een biografische film wordt geproduceerd door Hollywood-producer Paul Mason, en in 2010 werd beweerd dat Mangels meedeed aan de Australische versie van Dancing with the Stars.